# Cantonul Monségur
Cantonul Monségur este un canton din arondismentul Langon, departamentul Gironde, regiunea Aquitania, Franța.

## Comune
- Castelmoron-d'Albret
- Cours-de-Monségur
- Coutures
- Dieulivol
- Landerrouet-sur-Ségur
- Mesterrieux
- Monségur (reședință)
- Neuffons
- Le Puy
- Rimons
- Roquebrune
- Sainte-Gemme
- Saint-Sulpice-de-Guilleragues
- Saint-Vivien-de-Monségur
- Taillecavat